# Laura Ormiston Chant
Laura Ormiston Dibbin Chant (9 de octubre de 1848-16 de febrero de 1923) fue una reformadora social y escritora inglesa nacida  en Wollaston, Gloucestershire. Sus padres fueron Francis William Dibbin, un ingeniero civil, y Sophia Ormiston, quien administraba una institución  para niñas. La pareja era muy estricta con la disciplina, por lo que Laura escapó de su  casa a los quince años. Trabajó como enfermera en los pabellones Sophia del Royal London Hospital. En esa época, la enfermería era considerada una profesión vulgar y su padre le prohibió volver a casa. En el trabajo conoció a Thomas Chant —miembro del Real Colegio de Cirujanos— y se casó con él en 1877. Tuvieron cuatro hijos:  Thomas, Emmeline, Olive y Ethel Chant.
Chant escribió y dictó conferencias sobre pureza social, templanza y derechos de las mujeres. Su obra publicada incluye folletos, himnos, una novela y un libro de poesía y se describen como «el reflejo de muchas de las tensiones que caracterizan el feminismo de finales del siglo XIX y principios del XX». También escribió la letra y la música para Action Songs for Children (Canciones de acción para niños) y varios volúmenes más de música del mismo estilo, que consistían en versos simples que incorporaban ejercicios físicos para niños pequeños. En 1893 dio un discurso en el Parlamento Mundial de Religiones celebrado en Chicago en conjunto con la Exposición Mundial Colombina de Chicago. Su tema era Duty of God to Man Inquired (El deber de Dios ante las interrogantes del hombre). En 1895, comenzó a atacar al Music Hall por incitar al vicio. Además fue a Bulgaria para brindar ayuda a los refugiados armenios de las masacres hamidianas de 1894-1896.
Chant falleció en Banbury, Oxfordshire, el 16 de febrero de 1923.

## Obra
- Verona and Other Poems (1877)
- Why We Attacked the Empire (1894)
- Women and the Streets